# Nordostsavo

Lage der Verwaltungsgemeinschaft Nordostsavo in Finnland

Nordostsavo (finnisch Koillis-Savo) ist eine von fünf Verwaltungsgemeinschaften (seutukunta) in der finnischen Landschaft Nordsavo.
Zur Verwaltungsgemeinschaft Nordostsavo gehören folgende drei Gemeinden:
- Kaavi
- Rautavaara
- Tuusniemi

Nilsiä wechselte mit der Eingemeindung nach Kuopio 2013 in die Verwaltungsgemeinschaft Kuopio.
Seit 1. Januar 2017 ist Juankoski Teil der Gemeinde Kuopio.